# Спурий Герминий Коритинезан Аквилин
Спурий Герминий Коритинезан Аквилин (лат. Spurius Herminius Coritinesanus Aquilinus; V век до н. э.) — римский политический деятель, консул 448 года до н. э.
Спурий Герминий принадлежал к патрицианскому роду этрусского происхождения. В источниках нет единого мнения относительно его преномена: Спурием он назван у Ливия, у Дионисия Галикарнасского он Ларс, а у Диодора Сицилийского — Лар.
Коллегой Герминия по высшей должности стал Тит Вергиний Трикост Целиомонтан. Консульский год прошёл без заметных событий. По словам Ливия, консулы «не слишком старались принять сторону патрициев или плебеев, зато не знали тревог ни в домашних делах, ни в военных».
О судьбе Спурия Герминия после истечения его полномочий ничего не известно.